# ديفيد سكوفيلد
ديفيد سكوفيلد (بالإنجليزية: David Schofield) هو لاعب كرة قدم بريطاني في مركز نصف الجناح، ولد في 15 أكتوبر 1981 في برستون في المملكة المتحدة. لعب مع نادي بان.